# Coventry North East (circonscription britannique)
Pour les articles homonymes, voir Coventry (homonymie).
Circonscription parlementaire de la Chambre des communes
La circonscription de Coventry North East est une circonscription située dans le West Midlands, et représentée à la Chambre des communes du Parlement britannique.

## Géographie
La circonscription comprend :
- La partie nord et est de la ville de Coventry
  - Les quartiers de Wyken, Stoke Aldermoor, Walsgrave-on-Sowe, Potters Green, Bell Green, Foleshill et Alderman's Green

## Membres du Parlement
Les Membres du Parlement (MPs) de la circonscription sont :
| Élection | Élection | Membre           | Parti        | Portrait |
| -------- | -------- | ---------------- | ------------ | -------- |
|          | Fev 1974 | George Park      | Travailliste |          |
|          | 1987     | John Hughes      | Travailliste |          |
|          | 1992     | Bob Ainsworth    | Travailliste |          |
|          | 2015     | Colleen Fletcher | Travailliste |          |

## Résultats électoraux

### Élections dans les années 2010
| Parti         | Parti                | Candidat             | Voix   | %    | ±     |
| ------------- | -------------------- | -------------------- | ------ | ---- | ----- |
|               | Travailliste         | Colleen Fletcher     | 23,412 | 52,7 | -10.7 |
|               | Conservateur         | Sophie Richards      | 15,720 | 35,4 | +5.5  |
|               | Brexit               | Iddrisu Sufyan       | 2,110  | 4,7  | New   |
|               | Libéral Démocrate    | Nukey Proctor        | 2,061  | 4,6  | +2.1  |
|               | Green                | Matthew Handley      | 1,141  | 2,6  | +1.5  |
| Majorité      | Majorité             | Majorité             | 7,692  | 17,3 | -16.2 |
| Participation | Participation        | Participation        | 44,444 | 58,5 | -2.9  |
|               | Travailliste retenir | Travailliste retenir | Swing  |      |       |

| Parti         | Parti                | Candidat             | Voix   | %     | ±     |
| ------------- | -------------------- | -------------------- | ------ | ----- | ----- |
|               | Travailliste         | Colleen Fletcher     | 29,499 | 63,4  | +11.2 |
|               | Conservateur         | Timothy Mayer        | 13,919 | 29,9  | +6.8  |
|               | UKIP                 | Avtar Taggar         | 1,350  | 2,9   | -12.0 |
|               | Libéral Démocrate    | Russell Field        | 1,157  | 2,5   | -2.3  |
|               | Green                | Matthew Handley      | 502    | 1,1   | -1.8  |
|               | Indépendant          | Afzal Mahmood        | 81     | 0,2   | New   |
| Majorité      | Majorité             | Majorité             | 15,580 | 33,5  | +4.4  |
| Participation | Participation        | Participation        | 46,508 | 61,4  | +6.1  |
|               | Travailliste retenir | Travailliste retenir | Swing  | +2.25 |       |

| Parti         | Parti                                | Candidat             | Voix   | %    | ±    |
| ------------- | ------------------------------------ | -------------------- | ------ | ---- | ---- |
|               | Travailliste                         | Colleen Fletcher     | 22,025 | 52,2 | 2.9  |
|               | Conservateur                         | Michelle Lowe        | 9,751  | 23,1 | 1.0  |
|               | UKIP                                 | Avtar Taggar         | 6,278  | 14,9 | 11.9 |
|               | Libéral Démocrate                    | Russell Field        | 2,007  | 4,8  | 11.8 |
|               | Green                                | Matthew Handley      | 1,245  | 2,9  | New  |
|               | TUSC                                 | Nicky Downes         | 633    | 1,5  | New  |
|               | Christian Movement for Great Britain | William Sidhu        | 292    | 0,7  | 0.3  |
| Majorité      | Majorité                             | Majorité             | 12,274 | 29,1 | 2.0  |
| Participation | Participation                        | Participation        | 42,231 | 55,3 | 4.1  |
|               | Travailliste retenir                 | Travailliste retenir | Swing  |      |      |

| Parti         | Parti                                | Candidat             | Voix   | %    | ±    |
| ------------- | ------------------------------------ | -------------------- | ------ | ---- | ---- |
|               | Travailliste                         | Bob Ainsworth        | 21,384 | 49,3 | 7.6  |
|               | Conservateur                         | Hazel Noonan         | 9,609  | 22,1 | 3.3  |
|               | Libéral Démocrate                    | Russell Field        | 7,210  | 16,6 | 0.1  |
|               | BNP                                  | Tom Gower            | 1,863  | 4,3  | New  |
|               | Socialiste Alternative               | Dave Nellist         | 1,592  | 3,7  | 1.2  |
|               | UKIP                                 | Chris Forbes         | 1,291  | 3,0  | 0.1  |
|               | Christian Movement for Great Britain | Ron Lebar            | 434    | 1,0  | New  |
| Majorité      | Majorité                             | Majorité             | 11,775 | 27,1 | 10.9 |
| Participation | Participation                        | Participation        | 43,383 | 59,4 | 6.0  |
|               | Travailliste retenir                 | Travailliste retenir | Swing  | 5.5  |      |

### Élections dans les années 2000
| Parti         | Parti                  | Candidat             | Voix   | %     | ±    |
| ------------- | ---------------------- | -------------------- | ------ | ----- | ---- |
|               | Travailliste           | Bob Ainsworth        | 21,178 | 56,94 | 4.1  |
|               | Conservateur           | Jaswant Singh Birdi  | 6,956  | 18,70 | 0.1  |
|               | Libéral Démocrate      | Russell Field        | 6,123  | 16,46 | 5.3  |
|               | Socialiste Alternative | Dave Nellist         | 1,874  | 5,04  | 2.1  |
|               | UKIP                   | Paul Sootheran       | 1,064  | 2,9   | New  |
| Majorité      | Majorité               | Majorité             | 14,222 | 38,24 | 4.0  |
| Participation | Participation          | Participation        | 37,195 | 52,97 | 2.61 |
|               | Travailliste retenir   | Travailliste retenir | Swing  | 2.0   |      |

| Parti         | Parti                | Candidat             | Voix   | %    | ±    |
| ------------- | -------------------- | -------------------- | ------ | ---- | ---- |
|               | Travailliste         | Bob Ainsworth        | 22,739 | 61,0 | 5.3  |
|               | Conservateur         | Gordon Bell          | 6,988  | 18,8 | 0.5  |
|               | Libéral Démocrate    | Geoffrey Sewards     | 4,163  | 11,2 | 3.2  |
|               | Socialiste Alliance  | Dave Nellist         | 2,638  | 7,1  | New  |
|               | BNP                  | Edward Sheppard      | 737    | 2,0  | New  |
| Majorité      | Majorité             | Majorité             | 15,751 | 42,2 | 4.8  |
| Participation | Participation        | Participation        | 37,265 | 50,3 | 14.5 |
|               | Travailliste retenir | Travailliste retenir | Swing  |      |      |

### Élections dans les années 1990
| Parti         | Parti                   | Candidat             | Voix   | %    | ±    |
| ------------- | ----------------------- | -------------------- | ------ | ---- | ---- |
|               | Travailliste            | Bob Ainsworth        | 31,856 | 66,3 | 16.6 |
|               | Conservateur            | Michael Burnett      | 9,287  | 19,3 | 8.7  |
|               | Libéral Démocrate       | Geoffrey Sewards     | 3,866  | 8,0  | 2.5  |
|               | Libéral                 | Nick Brown           | 1,181  | 2,5  | New  |
|               | Référendum              | Ron Hurrell          | 1,125  | 2,3  | New  |
|               | Socialiste Travailliste | Hanna Khamis         | 597    | 1,2  | New  |
|               | Rainbow Dream Ticket    | Christopher Sidwell  | 173    | 0,4  | New  |
| Majorité      | Majorité                | Majorité             | 22,569 | 47,0 | 25.3 |
| Participation | Participation           | Participation        | 48,085 | 64,8 |      |
|               | Travailliste retenir    | Travailliste retenir | Swing  |      |      |

| Parti         | Parti                    | Candidat             | Voix   | %    | ±   |
| ------------- | ------------------------ | -------------------- | ------ | ---- | --- |
|               | Travailliste             | Bob Ainsworth        | 24,896 | 52,5 | 1.8 |
|               | Conservateur             | Keith R. Perrin      | 13,220 | 27,9 | 1.4 |
|               | Libéral Démocrate        | Vincent J. McKee     | 5,306  | 11,2 | 4.6 |
|               | Travailliste indépendant | John Hughes          | 4,008  | 8,5  | New |
| Majorité      | Majorité                 | Majorité             | 11,676 | 24,6 | 0.4 |
| Participation | Participation            | Participation        | 47,430 | 73,2 | 2.7 |
|               | Travailliste retenir     | Travailliste retenir | Swing  | 0.2  |     |

### Élections dans les années 1980
| Parti         | Parti                | Candidat             | Voix   | %    | ±   |
| ------------- | -------------------- | -------------------- | ------ | ---- | --- |
|               | Travailliste         | John Hughes          | 25,832 | 54,3 | 6.5 |
|               | Conservateur         | Charles Prior        | 13,965 | 29,3 | 0.4 |
|               | Liberal              | Stephen Woods        | 7,502  | 15,8 | 6.3 |
|               | Communiste           | Michael McNally      | 310    | 0,7  | 0.3 |
| Majorité      | Majorité             | Majorité             | 11,867 | 25,0 | 6.1 |
| Participation | Participation        | Participation        | 47,573 | 70,5 | 1.3 |
|               | Travailliste retenir | Travailliste retenir | Swing  |      |     |

| Parti         | Parti                 | Candidat             | Voix   | %    | ±    |
| ------------- | --------------------- | -------------------- | ------ | ---- | ---- |
|               | Travailliste          | George Park          | 22,190 | 47,8 | 9.5  |
|               | Conservateur          | D. Weeks             | 13,415 | 28,9 | 6.1  |
|               | Social Démocratique   | D. Simmons           | 10,251 | 22,1 | 18.1 |
|               | Workers Revolutionary | R. Prince            | 342    | 0,7  | 0.1  |
|               | Communiste            | J. Meacham           | 193    | 0,4  | 0.4  |
| Majorité      | Majorité              | Majorité             | 8,775  | 18,9 | 3.4  |
| Participation | Participation         | Participation        | 46,389 | 69,2 | 1.3  |
|               | Travailliste retenir  | Travailliste retenir | Swing  |      |      |

### Élections dans les années 1970
| Parti         | Parti                 | Candidat                  | Voix   | %    | ±             |
| ------------- | --------------------- | ------------------------- | ------ | ---- | ------------- |
|               | Travailliste          | George Park               | 27,010 | 57,3 | 2.2           |
|               | Conservateur          | Charles Petty-Fitzmaurice | 16,487 | 35,0 | 11.4          |
|               | Liberal               | Raj-Mal Singh             | 2,291  | 4,9  | 10.5          |
|               | National Front        | H. Robbins                | 546    | 1,2  | New           |
|               | Communiste            | Paul Corrigan             | 390    | 0,8  | 0.1           |
|               | Workers Revolutionary | S. Perkin                 | 378    | 0,8  | en stagnation |
| Majorité      | Majorité              | Majorité                  | 10,523 | 22,3 | 13.6          |
| Participation | Participation         | Participation             | 47,062 | 72,7 | 2.7           |
|               | Travailliste retenir  | Travailliste retenir      | Swing  | 6.8  |               |

| Parti         | Parti                 | Candidat             | Voix   | %    | ±   |
| ------------- | --------------------- | -------------------- | ------ | ---- | --- |
|               | Travailliste          | George Park          | 26,489 | 59,5 | 4.4 |
|               | Conservateur          | I. Clarke            | 10,520 | 23,6 | 8.0 |
|               | Liberal               | R. Dredge            | 6,846  | 15,4 | New |
|               | Workers Revolutionary | A. Wilkins           | 352    | 0,8  | New |
|               | Communiste            | John Hosey           | 309    | 0,7  | 1.1 |
| Majorité      | Majorité              | Majorité             | 15,969 | 35,9 | 3.6 |
| Participation | Participation         | Participation        | 44,516 | 70,0 | 5.5 |
|               | Travailliste retenir  | Travailliste retenir | Swing  | 1.8  |     |

| Parti         | Parti                                  | Candidat      | Voix   | %    | ± |
| ------------- | -------------------------------------- | ------------- | ------ | ---- | - |
|               | Travailliste                           | George Park   | 30,496 | 63,9 | ' |
|               | Conservateur                           | Nigel Forman  | 15,069 | 31,6 |   |
|               | PEOPLE                                 | A. Pickard    | 1,332  | 2,8  |   |
|               | Communiste                             | John Hosey    | 838    | 1,8  |   |
| Majorité      | Majorité                               | Majorité      | 15,427 | 32,3 |   |
| Participation | Participation                          | Participation | 47,735 | 75,5 |   |
|               | Travailliste vainqueur (nouveau siège) |               |        |      |   |